# Коракс
Коракс (дав.-гр. Κόραξ) — давньогрецький оратор і політичний діяч, засновник риторики.
Народився в Сиракузах. Навчався філософії в Емпедокла.
Коракса наблизив до себе сиракузький тиран Гієрон I. Проте після смерті володаря влада перейшла до гієронового брата Фрасибула. Коракс впав у немилість, натомість зберіг популярність серед громадян.
Коли невдоволення правління Фрасибула сягнуло піку, саме Коракса сиракузці обрали своїм ватажком (демагогом). Після повалення тиранії і встановлення в місті демократії, Коракс певний час стояв на чолі держави, але потім відійшов в громадських справ і відкрив школу риторики. Разом із своїм учнем Тисієм уклав перший підручник риторики, за яким навчали початківців і досвідчених промовців.